# 2014-2017년 브라질 경제 위기

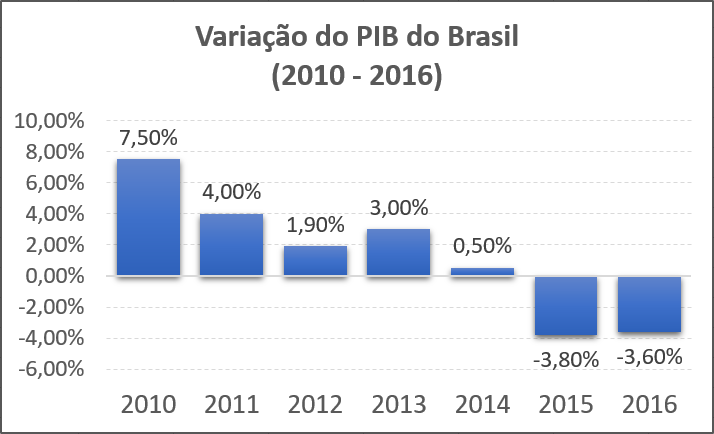
2010년과 2016년 사이의 브라질 GDP 변화 2014년 약간의 성장 이후 2년 동안 하락한 것을 볼 수 있다.

2014-2017년 브라질 경제 위기는 2013년 중반에 시작하여 2017년까지 계속된 브라질의 경제 위기를 가리킨다. 브라질의 경제 위기는 지우마 호세프 대통령의 탄핵으로 이어진 정치적 위기와 같이 일어났다.
2015년 브라질의 GDP는 급여 수준의 하락, 신용의 제약, 기준금리의 상승으로 인해 3.9%까지 떨어졌다.
2016년, 브라질의 GDP는 모든 부문이 침체되면서 3.6%까지 떨어졌다. 이것은 1931년에 2년 연속으로 GDP가 하락한 이후 처음이었다.

## 실업
경기침체 이전에 브라질의 실업률은 2014년 대부분에 6.8%를 상회했다. 2015년 2월 이래 전반적으로 상승하고 있었으며, 2015년의 실업률은 평균 8.5%였다. 라틴 아메리카에서 가장 큰 경제였던 브라질은 2015년 한
해에만 150만 개의 일자리를 상실했으며, 이는 공공 기관과 노동자당, 그리고 그들을 이끄는 대통령 지우마 호세프에 대한 대중의 불만을 키웠다. 실업률은 2016년 나머지 동안 증가하고 GDP는 하락할 것으로 예상되었다.

## 재정 적자
브라질은 재정 위기를 겪고 있으며, 블룸버그에 따르면, 증가하는 재정 적자는 2년의 경제 침체기가 세입을 감소시키고 세출을 증가시킴에 따라 가장 큰 예산 격차를 보이고 있다고 한다. 재정 적자는 2016년 첫 3달 동안 58억 헤알 (약 17억 달러)까지 도달하였으며, 이는 2001년 12월 이래 보고된 가장 큰 수치이다. 2년의 긴 침체기는 정부 세입의 감소와 침체로 인한 것이며, 정부 지출은 계속해서 증가하고 있다.

## 신용 등급
다음은 브라질 경제의 신용등급 표이다.
| 기관   | 등급 | 전망   | 날짜            |
| ------ | ---- | ------ | --------------- |
| 피치   | BB   | 부정적 | 2016년 5월 5일  |
| TE     | 34   | 부정적 | 2016년 4월 16일 |
| 무디스 | Ba2  | 부정적 | 2016년 2월 24일 |
| S&P    | BB   | 부정적 | 2016년 2월 17일 |

## 회복

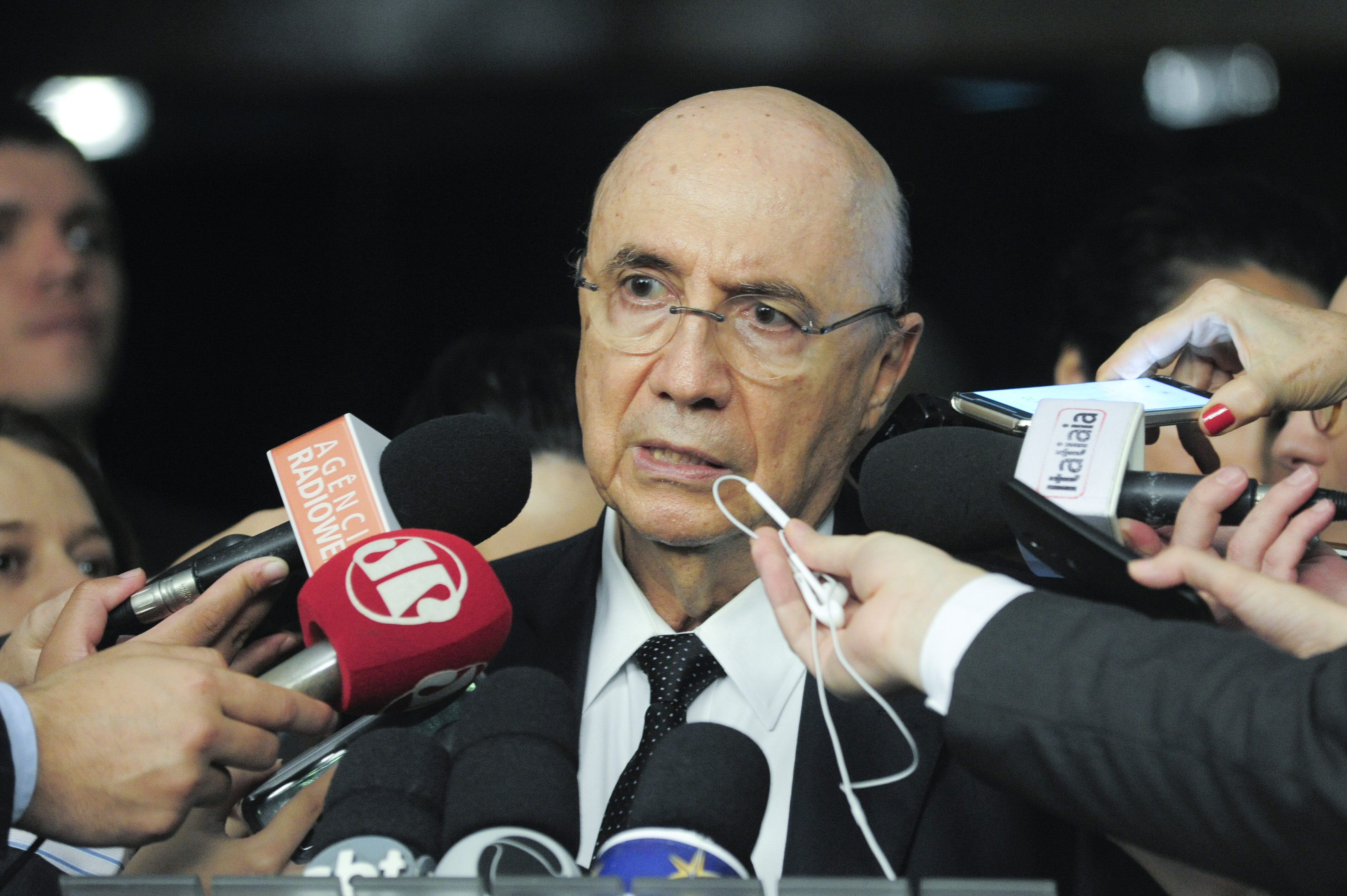
현직 재무부 장관 엔리케 메이렐리스

지우마 호세프의 탄핵과 미첼 테메르의 집권 이후, 다양한 프로젝트들이 경제를 회복시키기 위해 제안되었다. 2017년 초, 몇 가지 경제 회복을 암시하는 신호가 존재하지만, 회복 과정이 길고 느릴 것이라는 것이 다수의 의견이다.
2017년 6월, 1/3분기에 GDP 1퍼센트 상승한 것이 보고되었다. 이것은 8삼분기(2년) 연속 하락 이후 GDP의 첫 상승이었다. 재무부 장관 엔리케 메이렐리스는 브라질이 '세기 중 가장 거대했던 침체기"에서 탈출했다고 말했다. 그러나 경제학자들은 이 성장이 '기술적 침체기'의 끝만을 의미할 뿐이며 위기가 끝나려면 아직 멀었다고 주장한다. 실업률은 아직 높으며, 특히 같은 해에 일어난 정치적 스캔들 이후 브라질 경제의 미래에 대한 불확실성이 아직 널리 존재한다.

## 같이 보기
- 브라질의 경제